# 35 milímetros (programa de televisión)
35 Milímetros (abreviado como 35 MM) es un programa de televisión venezolano, es una producción nacional independiente, producido para el canal de suscripción Venevisión Plus, conducido por Victor X.

## Formato
El programa se basa en el mundo del cine, los últimos estrenos, tráileres, entrevistas con los actores más importantes de la industria, todo desde Hollywood, Estados Unidos. Se estrenó el 26 de octubre de 2013. 
Es emitido los sábados a las 12:00 pm (Hora de Venezuela) y con repetición los domingos a las 06:00 pm.
Anteriormente se emitía en Globovisión desde 2005 hasta 2013, tras el cambio de la directiva de este canal, el programa se vendió y empezó a emitirse por Venevisión Plus.